# Каменар (Разградська область)
Камена́р (болг. Каменар) — село в Разградській області Болгарії. Входить до складу общини Лозниця.
До 1934 року село мало назву Тащи (болг. Ташчи).

## Населення
За даними перепису населення 2011 року у селі проживали 494 особи.
Національний склад населення села:
| Національність   | Кількість осіб | Відсоток |
| ---------------- | -------------- | -------- |
| турки            | 324            | 81,0 %   |
| болгари          | 60             | 15,0 %   |
| не визначились   | 14             | 3,5 %    |
| Всього відповіли | 400            |          |

Розподіл населення за віком у 2011 році:
Динаміка населення: